# Coffee shop (marihuana)
Coffee shop (lub coffeeshop) – eufemistyczna nazwa lokali, w których można legalnie zakupić i skonsumować marihuanę, haszysz. Podobnie jak puby i kawiarnie, są popularnym miejscem spotkań towarzyskich, głównie wśród osób zażywających dostępne w nich używki.
Najwięcej coffee shopów działa w Holandii, a najsłynniejsze z nich znajdują się w Amsterdamie, w dzielnicy De Wallen, ale są spotykane także w innych krajach.

## Aspekty prawne

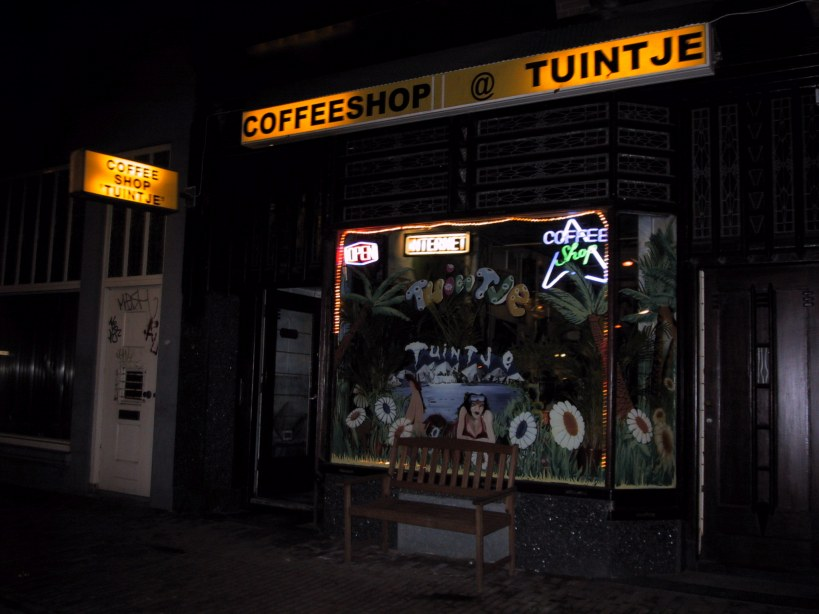
Amsterdamski coffee shop

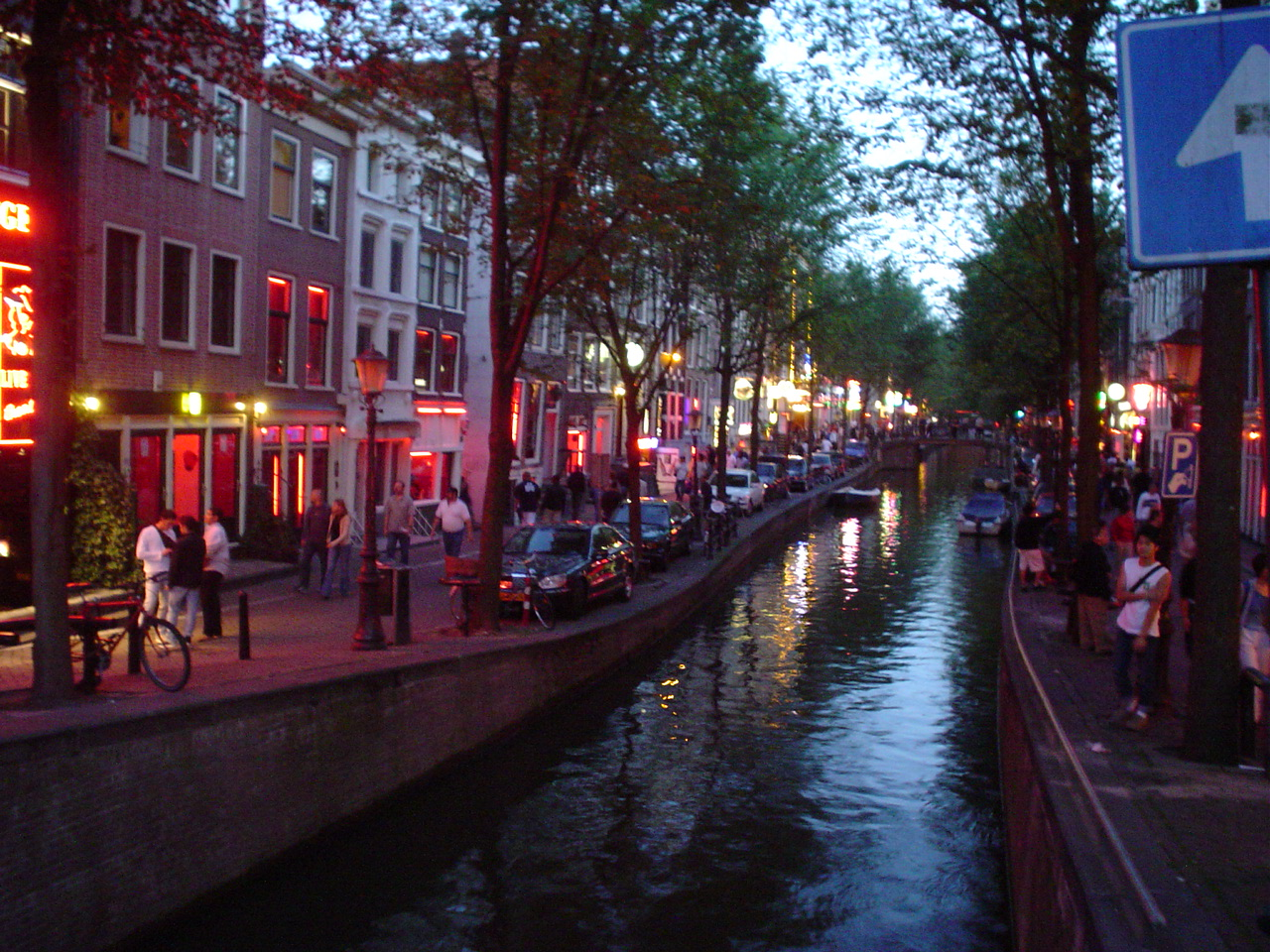
De Wallen – dzielnica Amsterdamu znana z dużej liczby coffee shopów i domów publicznych

Ich funkcjonowanie ma zazwyczaj na celu zmniejszenie szkód wywołanych narkomanią, ponieważ:
- zyski ze sprzedaży narkotyków w coffee shopach nie trafiają w ręce organizacji przestępczych, za to część z nich może zostać przekazana organizacjom zajmującym się leczeniem uzależnień lub prowadzącym działanie profilaktyczne mające na celu zapobieganie narkomanii
- sprzedawane w nich narkotyki mogą podlegać kontroli jakości, co pozwala na zredukowanie ich niekorzystnego wpływu na zdrowie
- policja i sądy nie są obciążone sprawami związanymi z detaliczną sprzedażą tzw. miękkich narkotyków, co pozwala na zaoszczędzenie funduszy, które można przekazać na inne cele, takie jak leczenie i profilaktyka uzależnień, inne metody redukcji szkód spowodowanych zażywaniem narkotyków, ściganie handlarzy tzw. twardych narkotyków itp.
- możliwe jest prowadzenie w nich kontroli, mających na celu wykrycie coffee shopów, w których sprzedaje się narkotyki nieletnim, co pozwala na zmniejszenie dostępności narkotyków wśród nieletnich.

## Coffee shopy wHolandii
Praktycznie w każdym większym holenderskim mieście znajduje się do kilku coffee shopów i co najmniej jeden smart shop (wyłączając Amsterdam, gdzie w samym tylko centrum działa ich bardzo dużo). W mniejszych miejscowościach są one znacznie mniej spotykane. Typowy holenderski coffee shop przypomina pub, w którym po zakupie marihuany bądź haszyszu można je skonsumować na miejscu. W większości coffee shopów można zakupić również niezbędne przedmioty, takie jak np. filtry i bibułki do skręcania jointów, a także gotowe jointy. W większych sklepach nabyć można również akcesoria, takie jak bonga czy lufki. Działalność coffee shopów reguluje prawo, tak więc np. w jednym coffee shopie jednorazowo nabyć można maksymalnie pięć gramów używek (posiadanie większej ilości jest zabronione), goście sklepu zobowiązani są do odpowiedniego zachowywania się, aby nie zakłócać spokoju osób mieszkających w jego pobliżu itd. Zabroniona jest również sprzedaż osobom niepełnoletnim – część coffee shopów zamknięta jest od zewnątrz, tak więc wejść mogą do nich jedynie klienci wpuszczeni przez ochroniarza, którego obowiązkiem jest sprawdzenie dokumentów każdej osoby wchodzącej do sklepu. Standardowo wpuszczane są osoby, które ukończyły osiemnaście lat. Z kolei w innych coffee shopach nie ma ochroniarzy, jednak przy zakupie sprzedawca może poprosić o okazanie dowodu osobistego. 
Na 2012 i 2013 rok przewidziana była reforma ograniczająca działalność coffee shopów i wprowadzająca system tzw. wietpasów. Reforma spotkała się z krytyką ze strony samorządów, które po zmianie koalicji rządowej, wezwały nowy rząd do wycofania się z reform.